# Liga Mayor de Fútbol Aficionado Segunda Categoría
La Liga Mayor de Fútbol Aficionado Segunda Categoría de El Salvador es un torneo de fútbol a nivel de clubes en el quinto nivel profesional más importante de El Salvador, la cual es organizada por la Federación Salvadoreña de Fútbol.

## Formato
El torneo lo componen equipos divididos en comisiones regionales por departamentos ,dependiendo de su rendimiento y formato de competencia logran ascenso a  Liga Mayor de Fútbol Aficionado Primera Categoría,  mientras que el peor equipo de cada grupo desciende y pierde el estatus federado , quedándose a competir en torneos municipales o vecinales que no son reconocidos por la  Federación Salvadoreña de Fútbol.
- Datos: Q85873143